# Frederik den Siette
Frederik den Siette, även Frederik 6, var den första hjulångare som byggdes i Danmark. Den beställdes av grosshandlaren Lauritz Nicolai Hvidt från Köpenhamn som ersättare för den mindre  Caledonia på rutten från Köpenhamn till Kiel och senare även till Lübeck.
Hon byggdes av ek med kopparförhydning  år 1830 på Jacob Holms varv på Christianshavn i Köpenhamn av skeppsbyggare Peter Jørgensen. Ångmaskinerna på totalt 80 hästkrafter (hk) importerades från Maudslay, Sons & Field i London, England.
Frederik 6 trafikerade linjen till år 1845 då hon såldes till A Fibiger. Fartyget gick på grund den 4 oktober 1845 i Grønsund på en resa från Flensburg till Köpenhamn med 200-300 passagerare. Alla räddades. Vrakdelar, inventarier och ångmaskinerna bärgades av Emil Z Svitzer och såldes på auktion.